# 색채항등성
색채항등성(色彩恒等性,Color constancy)은 심리학에서 광원이나 빛의 밝기에 따라 사물의 색이 달라짐에 따라 이를 같거나 다른것으로 일정하게 지각하는 지각 항등성(perceptual constancy 또는 subjective constancy)과 관련된 시각현상 즉 착시를 가리킨다.

## 착시
| |
| 색채항등성은 정사각형 A가 정사각형 B보다 어둡게 보이도록 한다. 실제로 둘 다 정확히 동일한 회색의 색채이다. 체커 그림자 착시를 참고하고있다. |

## 같이 보기
- 보색잔상
- 영-헬름홀츠 색각설
- 명도항등성